# Bitwa pod Honnecourt
Bitwa pod Honnecourt – starcie zbrojne, które miało miejsce 26 maja 1642 roku podczas wojny trzydziestoletniej.
Armia hiszpańska prowadzona przez Francisco de Melo (19 000 żołnierzy, w tym 6 000 jazdy i 20 dział), pobiła francuską armię dowodzoną przez marszałka Jeana François de La Guiche, hrabiego de La Palice (10 000 żołnierzy, w tym 3000 jazdy i 10 dział). Straty hiszpańskie wyniosły 500 zabitych i rannych, a francuskie 3 600 zabitych i rannych oraz 3 400 jeńców.